# Páros műkorcsolya az 1924. évi téli olimpiai játékokon
Az 1924. évi téli olimpiai játékokon a műkorcsolya páros versenyszámát január 31-én rendezték. Az aranyérmet az osztrák Helene Engelmann–Alfred Berger-páros nyerte. A versenyszámban nem vett részt magyar páros.

## Végeredmény
Hét bíró pontozta a versenyzőket. A pontok alapján a bírók mindegyikénél külön-külön kialakult egy sorrend, ez egy helyezési pontszámot is jelentett. A végeredmény a következő kritériumok alapján alakult ki:
1. „Többségi helyezések száma”. Az a versenyző végzett előrébb, akit a bírók többsége előrébb rangsorolt. A bírók többsége azt jelentette, hogy a legjobb 4 helyezést adó bíró helyezési pontszámait vették figyelembe, de ha a 4. bíró helyezésével még volt azonos helyezés, akkor az(oka)t is figyelembe vették. Ezt az adatot tartalmazza az oszlop. (Pl. a „6×3+” azt jelenti, hogy a versenyző 6 bírónál az első 3 hely valamelyikén végzett.)
2. „Helyezések összege” (az összes bíró helyezési pontszámainak összege)
3. Kötelező elemek pontszáma

| Helyezés | Versenyzők                                                    | Helyezési pontszámok bírónként | Helyezési pontszámok bírónként | Helyezési pontszámok bírónként | Helyezési pontszámok bírónként | Helyezési pontszámok bírónként | Helyezési pontszámok bírónként | Helyezési pontszámok bírónként | Több. hely. száma | Hely. össz. | Pont  |
| Helyezés | Versenyzők                                                    | 1                              | 2                              | 3                              | 4                              | 5                              | 6                              | 7                              | Több. hely. száma | Hely. össz. | Pont  |
| -------- | ------------------------------------------------------------- | ------------------------------ | ------------------------------ | ------------------------------ | ------------------------------ | ------------------------------ | ------------------------------ | ------------------------------ | ----------------- | ----------- | ----- |
| Arany    | Ausztria (AUT) · Helene Engelmann · Alfred Berger             | 1,0                            | 2,0                            | 1,0                            | 1,0                            | 1,0                            | 1,0                            | 2,0                            | 5×1+              | 9,0         | 74,50 |
| Ezüst    | Finnország (FIN) · Ludovika Jakobsson · Walter Jakobsson      | 4,0                            | 3,0                            | 2,0                            | 2,0                            | 3,5                            | 3,0                            | 1,0                            | 5×3+              | 18,5        | 71,75 |
| Bronz    | Franciaország (FRA)-1 · Andrée Joly · Pierre Brunet           | 2,0                            | 6,0                            | 3,0                            | 4,0                            | 2,0                            | 2,0                            | 3,0                            | 5×3+              | 22,0        | 69,25 |
| 4.       | Nagy-Britannia (GBR)-1 · Ethel Muckelt · Jack Page            | 6,5                            | 1,0                            | 7,0                            | 3,0                            | 3,5                            | 5,5                            | 4,0                            | 4×4+              | 30,5        | 69,50 |
| 5.       | Belgium (BEL) · Georgette Herbos · Georges Wagemans           | 3,0                            | 4,0                            | 6,0                            | 7,0                            | 7,0                            | 4,0                            | 6,0                            | 5×6+              | 37,0        | 61,75 |
| 6.       | Egyesült Államok (USA) · Theresa Blanchard · Nathaniel Niles  | 5,0                            | 5,0                            | 5,0                            | 6,0                            | 5,5                            | 5,5                            | 7,0                            | 6×6+              | 39,0        | 63,50 |
| 7.       | Kanada (CAN) · Cecil Smith · Melville Rogers                  | 6,5                            | 8,0                            | 4,0                            | 5,0                            | 5,5                            | 7,0                            | 5,0                            | 4×6+              | 41,0        | 63,75 |
| 8.       | Nagy-Britannia (GBR)-2 · Mildred Richardson · Tyke Richardson | 8,0                            | 7,0                            | 8,0                            | 9,0                            | 8,0                            | 8,0                            | 9,0                            | 5×8+              | 57,0        | 53,75 |
| 9.       | Franciaország (FRA)-2 · Simone Sabouret · Charles Sabouret    | 9,0                            | 9,0                            | 9,0                            | 8,0                            | 9,0                            | 9,0                            | 8,0                            | 7×9+              | 61,0        | 50,00 |